# Venezillo pruinosus
Venezillo pruinosus är en kräftdjursart som först beskrevs av Arcangeli 1950.  Venezillo pruinosus ingår i släktet Venezillo och familjen Armadillidae. Inga underarter finns listade i Catalogue of Life.